# Ордер на убийство
«Ордер на убийство» — сатирический рассказ известного фантаста Роберта Шекли. Написан в 1954 году. Впервые опубликован в декабре 1954 года в журнале «Galaxy Science Fiction», в 1955 году был включён в авторский сборник «Гражданин в космосе». В СССР впервые появился в журнале «Иностранная литература» (№5, 1965) в переводе Татьяны Озерской.
В произведении поднят вопрос об агрессивности человека и потенциальной возможности мирного общества, показано противостояние диктатуры и мирной деревни.

## Сюжет
Жители одной давно заброшенной земной колонии, затерянной в космосе (только с одной деревней), живут в мире и взаимопомощи. Двести лет на Земле шла война и связи не было, но радио проснулось вновь, а жители деревни узнали о незначительном изменении названия земного правления: с «Содружества демократий» на «Империю». Колонисты, желая выглядеть не «чуждыми элементами» в глазах инспектора, подгоняют под новую норму свою деревню на основе древних книг (торжественно строят никому не нужные почту, тюрьму, церковь). В них мэр также вычитал о такой необходимой «профессии», как преступник, и выдал «ордер на воровство и убийство» рыбаку Тому. Том долго читал книгу о преступниках, но так и не понял, зачем они были нужны, и в итоге осрамил всю колонию: не смог убить инспектора, из-за чего тот разочаровался в боеспособности молодых рекрутов из деревни («от пятнадцати до шестидесяти лет») и покинул эту аморальную планетку. Билли Маляр (временный начальник полиции) по этому поводу замечает:

Вот что получается, когда к людям двести лет не проникает цивилизация. Поглядите, сколько времени понадобилось Земле, чтобы стать цивилизованной. Тысячи лет. А мы хотели достигнуть этого за две недели.